# Leon King
Pour les articles homonymes, voir King.
Leon King, né le 14 janvier 2004 à Glasgow en Écosse, est un footballeur écossais qui évolue au poste de défenseur central au Queen's Park FC, en prêt des Rangers FC.

## Biographie

### Carrière en club
Né à Glasgow en Écosse, Leon King commence le football au poste d'attaquant, puis il est repositionné défenseur durant sa formation avec l'un des clubs de sa ville natale, le Rangers FC, qu'il rejoint très jeune. Il apparait rapidement comme l'une des grandes promesses du centre de formation,. Il fait ses débuts avec l'équipe des moins de 20 ans des Rangers à seulement 14 ans sous la direction de Graeme Murty en novembre 2018. À la fin de la saison 2018-19, il fait également partie de l'équipe qui remporte la Scottish Youth Cup face au Celtic FC. Le 6 mars 2020, alors âgé de seize ans, King signe son premier contrat professionnel avec les Rangers.
King fait ses débuts avec l'équipe première des Rangers le 29 novembre 2020 lors d'un match Coupe de la Ligue écossaise contre Falkirk. Son équipe l'emporte par quatre buts à zéro ce jour-là. Il fait ses débuts en Premiership écossaise le 12 mai 2021, remplaçant Joe Aribo à la 86e minute d'une victoire 3-0 à l'extérieur contre Livingston,.
Le 5 janvier 2022, King signe une prolongation de contrat jusqu'à l'été 2024. Il est dans le même temps promu définitivement dans l'équipe première. Un intérêt de Manchester United ou encore d'Aston Villa était évoqué durant l'hiver mais le joueur affirme ne jamais avoir voulu quitter le club, qu'il supporte depuis son plus jeune âge.
Le 7 septembre 2022 il joue son premier match de Ligue des champions contre l'Ajax Amsterdam. Son équipe s'incline sur le score de quatre buts à zéro ce jour-là,.
Le 15 décembre 2022, alors qu'il est courtisé par différents clubs, King prolonge son contrat avec les Rangers. Il est alors lié au club jusqu'en mai 2026 et déclare que cette prolongation est une évidence pour lui, supporter du club depuis son plus jeune âge,.

### Carrière en sélection
Leon King représente l'équipe d'Écosse des moins de 17 ans pour un total de quatre matchs joués, tous en 2019. Sa première apparition avec cette sélection a lieu le 26 mars 2019, en étant titularisé contre la Pologne (1-1 score final).
En mai 2022 il est convoqué pour la première fois avec l'équipe d'Écosse espoirs. Il joue son premier match avec les espoirs lors de ce rassemblement, le 10 juin 2022 contre le Danemark. Il entre en jeu en fin de match et les deux équipes se neutralisent (1-1 score final),.

## Statistiques
| Saison                | Club                  | Championnat           | Championnat | Championnat | Coupe nationale | Coupe nationale | Coupe de la Ligue | Coupe de la Ligue | Compétition(s) continentale(s) | Compétition(s) continentale(s) | Compétition(s) continentale(s) | Total | Total |
| Saison                | Club                  | Division              | M.          | B.          | M.              | B.              | M.                | B.                | Comp.                          | M.                             | B.                             | M.    | B.    |
| 2020-2021             | Rangers FC            | Scottish Premiership  | 1           | 0           | -               | -               | 1                 | 0                 | -                              | -                              | -                              | 2     | 0     |
| 2021-2022             | Rangers FC            | Scottish Premiership  | 4           | 0           | 2               | 0               | -                 | -                 | -                              | -                              | -                              | 6     | 0     |
| 2022-2023             | Rangers FC            | Scottish Premiership  | 15          | 0           | -               | -               | 2                 | 0                 | C1                             | 6                              | 0                              | 23    | 0     |
| 2023-2024             | Rangers FC            | Scottish Premiership  | 3           | 0           | 1               | 0               | 2                 | 0                 | C1+C3                          | -                              | -                              | 6     | 0     |
| Sous-total            | Sous-total            | Sous-total            | 23          | 0           | 3               | 0               | 3                 | 0                 | -                              | 6                              | 0                              | 35    | 0     |
| Total sur la carrière | Total sur la carrière | Total sur la carrière | 23          | 0           | 3               | 0               | 3                 | 0                 | -                              | 6                              | 0                              | 35    | 0     |

## Palmarès
Rangers FC
- Scottish Premiership (1)[21] :
  - Champion : 2020-21.
  - Vice-champion : 2023.